# Стул ведьмы

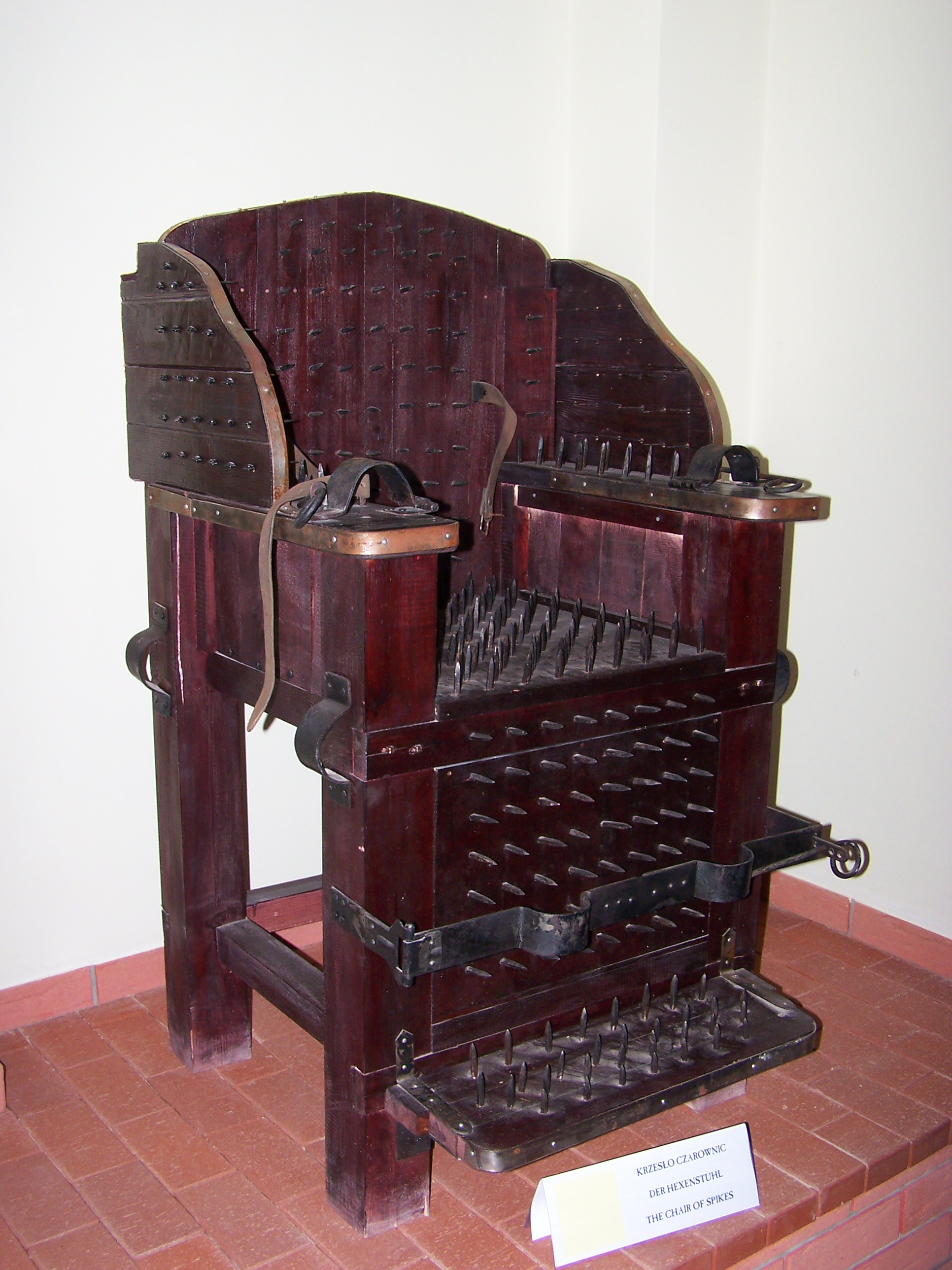

Стул ведьмы (нем. Hexenstuhl) — орудие пыток, представляющее собой стул, оснащённый шипами и наручниками, с блоками для фиксации положения жертвы и с железным сиденьем, которое могло раскаляться огнём. Этот распространенный инструмент пыток особенно широко использовался австрийской инквизицией.
В 1693 году в австрийском городе Гутенхаг Нижней Штирии (ныне Hrastovec в Словении) судья Вольф Лемпертич (нем. Wolf Lorenz Lämpertitsch) вёл процесс по обвинению в колдовстве некой Марины Вукинец (нем. Marina Wukinetz), 57 лет. Эта женщина была посажена на «стул ведьмы» и провела на нём 11 дней и ночей, одновременно палачи прижигали ей ноги раскалённым железом. Марина Вукинец сошла с ума от боли, а затем умерла под пытками, но так и не созналась ни в каком преступлении.
Кресло допроса применялось в Центральной Европе. В Нюрнберге и Фегенсбурге до 1846 года регулярно проводились предварительные следствия с его использованием. Обнаженного узника усаживали на кресло в такой позе, что при малейшем движении в его кожу вонзались шипы. Обычно пытка длилась несколько часов, и палачи зачастую усиливали муки агонизирующей жертвы, протыкая ее конечности, применяя щипцы или другие орудия пытки. Подобные кресла имели различные формы и размеры, но все они были оборудованы шипами и средствами обездвиживания жертвы.